# Marie de Châtillon-Saint-Pol
Marie de Châtillon-Saint-Pol (v. 1303 ou 1304 – 16 ou 17 mars 1377) est une noble française devenue comtesse de Pembroke de par son mariage avec Aymar de Valence. Elle est célèbre pour avoir fondé le Pembroke College de Cambridge.

## Biographie

### Origines et mariage
Marie est issue de la puissante maison de Châtillon, dont proviennent notamment les comtes de Saint-Pol. Au cours des XIIIe et XIVe siècles, les Châtillon concluent souvent des alliances matrimoniales avec la dynastie royale française des Capétiens, du moins davantage que les autres grandes familles de féodaux, et détiennent plusieurs postes d'importance au sein de l'administration de l'État ou de l'Église, tels le titre de connétable ou le cardinalat. Marie est la quatrième fille du comte Guy IV de Châtillon-Saint-Pol et de son épouse Marie de Bretagne, fille du duc Jean II de Bretagne et petite-fille du roi Henri III d'Angleterre. Elle est ainsi la cousine du duc de Bretagne Charles de Blois. En dépit de son prestigieux lignage, on dispose de peu d'éléments concernant son enfance et sa jeunesse, mise à part la mort de son père Guy IV en 1317.
Marie de Châtillon-Saint-Pol attire l'attention des rois Philippe V de France et Édouard II d'Angleterre à la fin de l'année 1320. En effet, les deux souverains recherchent une nouvelle épouse pour le comte de Pembroke Aymar de Valence, récemment veuf de sa première femme Béatrix de Clermont-Nesle et qui, de par son ascendance franco-anglaise, est l'un des piliers du rapprochement qui s'opère alors entre les deux royaumes. Le comte de Pembroke, qui n'a pour l'heure aucune descendance et cherche à assurer sa lignée, est âgé d'au moins 45 ans lors des négociations du mariage, tandis que Marie n'en a guère plus de 17. Les noces sont célébrées à Paris le 5 juillet 1321. Le 28 du même mois, les deux époux atteignent Londres. Bien que l'époux de Marie soit considéré par les historiens actuels comme un soutien indéfectible du parti du roi Édouard II, il n'en demeure pas moins qu'il est impliqué dans le conflit opposant alors le roi et ses favoris au parti des barons d'Angleterre, connu sous le nom de guerre des Despenser. Pembroke meurt subitement le 23 juin 1324 en Picardie, alors qu'il est missionné par le roi d'Angleterre à Paris. Le mariage d'Aymar et de Marie ne produit aucune descendance et le titre de comte de Pembroke revient en conséquence à la couronne d'Angleterre. Marie fait construire en l'honneur de son époux un imposant monument funéraire à l'abbaye de Westminster et fait don d'un vitrail à la Christ Church Greyfriars de Londres.

### Tensions au sujet de son douaire et veuvage
Bien que son époux ait été un magnat puissant et riche, il meurt ruiné et sans descendance légitime. En conséquence, ses biens sont censés être hérités par ses neveux et nièces, mais sont confisqués par le roi Édouard II. Marie de Châtillon-Saint-Pol, en raison de son statut de veuve du comte, reçoit l'honneur d'hériter d'un tiers des biens de son défunt mari mais elle se retrouve au même moment harcelée par le roi et ses favoris, Hugues le Despenser père et fils. Ces derniers sont devenus les adversaires du comte de Pembroke, ce dernier ayant incité le roi à les exiler temporairement en août 1321 lors de la guerre des Despenser, face aux pressions accrues que subissait alors Édouard de la part des barons de l'opposition. Ainsi, Despenser le Jeune recherche-t-il à s'emparer après sa mort des vastes possessions de Pembroke situées en Galles. Sous l'influence de son courtisan, le roi refuse de payer les nombreuses dettes qu'a contractées Pembroke de son vivant et en laisse la charge à Marie et aux héritiers du comte. Cette clause retarde la redistribution de ses biens et prolonge leur saisie par le roi. C'est pourquoi Marie doit renoncer à plusieurs propriétés de son mari, dont celles de Stamford et de Grantham. Ce n'est finalement qu'à l'hiver 1324-1325 qu'elle est autorisée à prendre possession de son douaire, dont le revenu annuel s'élève à 700 livres. 
Marie de Châtillon-Saint-Pol ne s'est jamais remariée et a vécu pendant son veuvage principalement en Angleterre, notamment à Cheshunt dans le Hertfordshire, à Fotheringhay dans le Northamptonshire et à Londres. En dépit de son installation durable en Angleterre, elle séjourne à plusieurs reprises en France, notamment en 1325, de 1331 à 1334, en 1341 et de 1352 à 1357. Marie bénéficie d'un statut assez particulier, en raison de ses liens familiaux tant avec les rois d'Angleterre qu'avec ceux de France. Ainsi, au début de l'année 1326, Édouard II l'exempte de l'ordre d'arrestation des ressortissants français sur le royaume d'Angleterre, malgré l'animosité qu'il entretient envers elle en raison de l'influence d'Hugues le Despenser. Après le renversement d'Édouard II et des Despenser à la fin de l'année 1326, Marie négocie avec la couronne ainsi qu'avec son oncle Jean, comte de Richmond, l'échange de certaines de ses propriétés. Au cours des années suivantes, la comtesse douairière de Pembroke hérite par ailleurs de quelques possessions de son époux, de son père et de son oncle situées en France. La comtesse entretient par la suite de bien meilleures relations avec le nouveau roi d'Angleterre, Édouard III, qu'elle accompagne en France en 1331 lorsqu'il rend visite au roi Philippe VI de Valois et dont elle s'occupe de la fille Jeanne entre 1337 et 1338. En retour, Édouard l'exempte à son tour en 1337 de l'ordre de confiscation des biens en Angleterre des nobles d'ascendance française, lors du déclenchement de la guerre de Cent Ans. Pourtant, en 1372, le roi de France Charles V ordonne la saisie de ses terres continentales.

### Activités religieuses et éducatives

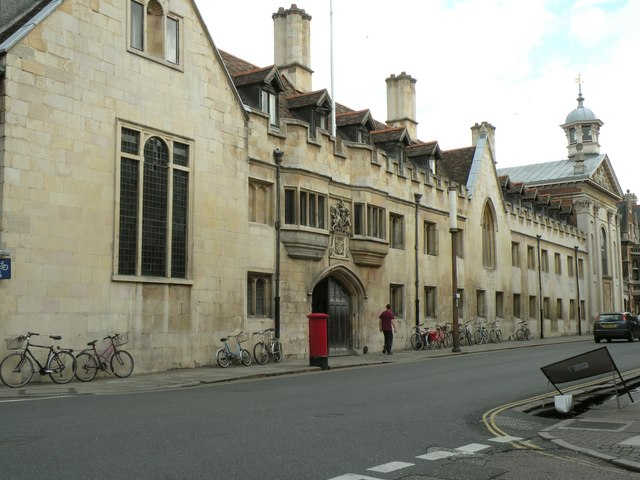
L'entrée principale du Collège de Pembroke, à Cambridge.

Marie de Châtillon-Saint-Pol est reconnue de son vivant pour sa grande piété. Entre 1330 et 1340, elle est représentée dans un des bréviaires réalisés par Jean Pucelle agenouillée devant Sainte Cécile. À l'instar de son amie proche Élisabeth de Clare, elle fonde de nombreux monastères et communautés religieuses, notamment les monastères franciscains de Bruisyard dans le Suffolk et de Londres. En 1336, elle reçoit l'abbaye de Denny, située dans le Cambridgeshire, comme présent du roi Édouard III et en fait don en 1342 aux franciscains de Waterbeach. 
À la Noël de 1347, la comtesse de Pembroke reçoit l'autorisation du roi de fonder à Cambridge un collège, initialement désigné sous les noms de Hall de Marie de Valence et de Hall de Pembroke, avant de devenir le Collège de Pembroke, qui accueille de nos jours plus de 700 étudiants. La charte accordée par Édouard III à la comtesse accorde le droit aux élèves du collège d'étudier aux facultés de l'université et leur fournit des lieux de résidence à Cambridge. Le collège fondé par Marie est considéré comme le plus vieux de Cambridge à avoir subsisté depuis sa construction originelle sans s'effondrer ou être remanié. La comtesse de Pembroke est restée étroitement connectée au collège jusqu'à sa mort : en 1355, puis en 1366, elle obtient deux bulles papales autorisant son collège à détenir une chapelle, ce qui en fait le premier collège de Cambridge à obtenir sa propre chapelle. Le bâtiment de la chapelle existe encore de nos jours dans la vieille bibliothèque, bien qu'une autre chapelle, de courant classique, ait été construite par Christopher Wren en 1665. En ce qui concerne les statuts du collège en eux-mêmes, les étudiants nés en France mais ayant déjà étudié ailleurs en Angleterre y sont privilégiés. Du fait de sa préférence marquée pour l'ordre des franciscains, la comtesse exige qu'au moins un des censeurs soit un frère franciscain. En outre, elle requiert au collège que soit célébrés chaque année son anniversaire, ainsi que ceux de son époux et de ses parents. La fondation de ce collège prouve en définitive la piété de Marie de Châtillon-Saint-Pol ainsi que son vif intérêt pour l'éducation.

### Mort et succession

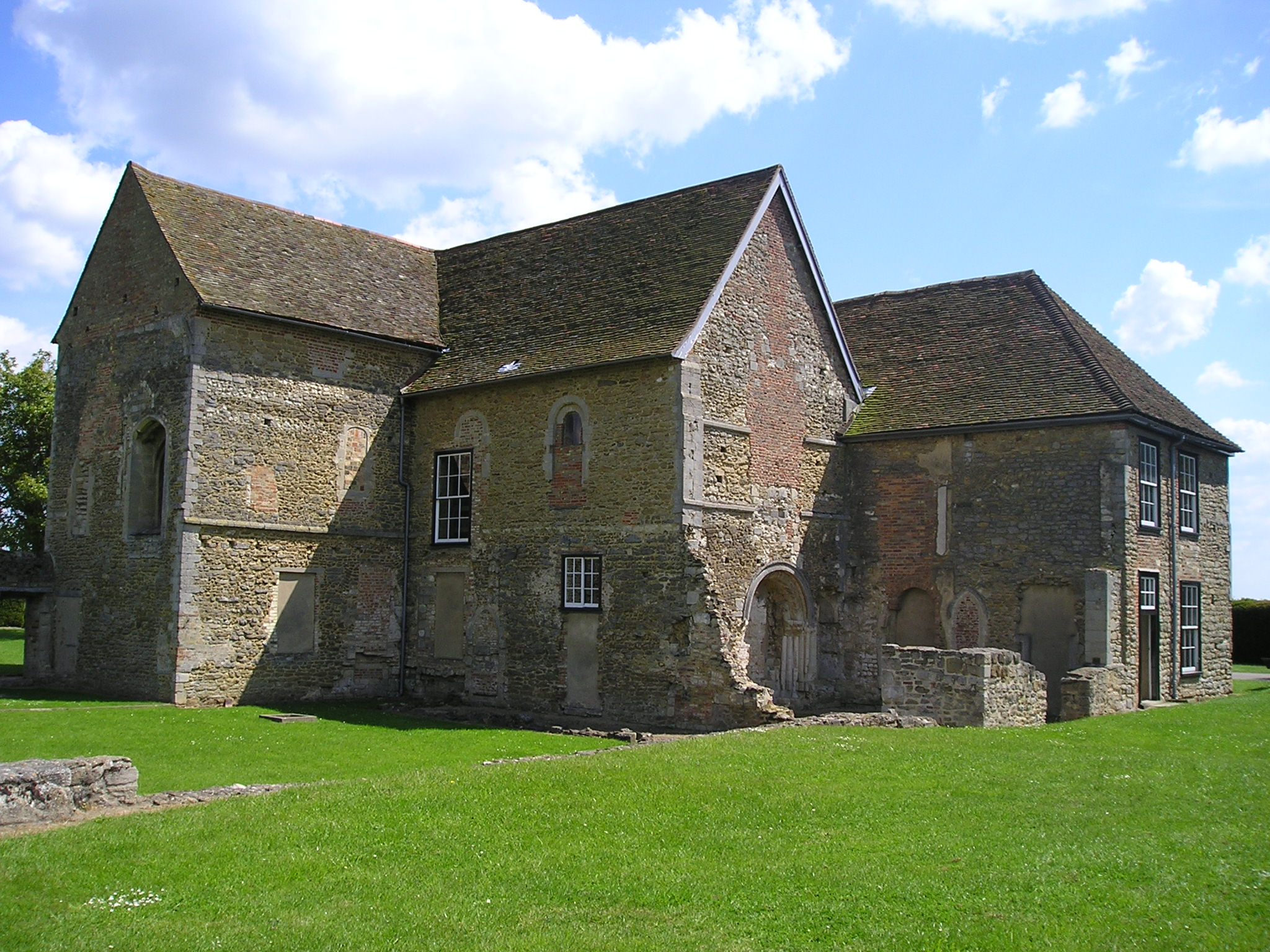
Restes de l'abbaye de Denny, fondée par la comtesse de Pembroke.

Marie de Châtillon-Saint-Pol fait son testament le 20 février 1377, qu'elle complète le 13 mars suivant, quelques jours avant son décès, dans son domaine de Great Braxted dans l'Essex. En accord avec ses dernières volontés, elle est inhumée vêtue dans des habits de nonne franciscaine dans le sanctuaire de l'église paroissiale de Denny. Après sa mort, ses biens sont partagés entre les descendants des héritiers de son mari, tels John Hastings, 3e comte de Pembroke, Gilbert Talbot et les deux filles de David IV Strathbogie, toutes deux mariées avec des membres de la famille de Percy. L'abbaye est devenue une ferme et les traces de la tombe de la comtesse douairière de Pembroke ont disparu. Il semblerait qu'elle ait été enterrée près de l'autel de l'abbaye, qui est désormais recouvert par la végétation. 
Depuis 1992, une plaque commémorative faite d'ardoise et de pierre avec une dorure partielle lui rend hommage dans l'abbaye de Westminster, qui a été offerte par un diplômé du Collège de Pembroke, Donald Buttress,.